# Морална паника
Морална паника је осећај страха да неко зло прети добробити друштва, раширен међу великим бројем људи. Социолошки речник дефинише моралну панику као "процес који изазива друштвену забринутост око неког питања - обично дело моралних предузедника и масовних медија."
Медији су кључни играчи у ширењу моралног огорчења, чак и када се чини да нису свесно ангажовани. Једноставно извештавање о чињеницама може бити довољно да изазове забринутост, анксиозност или панику. Стенли Коен наводи да се морална паника дешава када се "стање, епизода, особа или група људи искрсне и буде дефинисано као претња друштвеним вредностима и интересима."
Примери моралне панике укључују веровање у широко распрострањену отмицу деце од стране педофилских предатора, веровања у ритуалну злоупотребу жена и деце од стране сатанских култова, Рат са дрогама и друга питања јавног здравља.